# 1570
- Wikisource

| Calendário gregoriano                                                        | 1570 MDLXX                                            |
| Ab urbe condita                                                              | 2323                                                  |
| Calendário arménio                                                           | 1019 – 1020                                           |
| Calendário bahá'í                                                            | -274 – -273                                           |
| Calendário budista                                                           | 2114                                                  |
| Calendário chinês                                                            | 4266 – 4267 Início a 5 de fevereiro (aproximadamente) |
| Calendário copta                                                             | 1286 – 1287                                           |
| Calendário etíope                                                            | 1562 – 1563                                           |
| Calendários hindus - Vikram Samvat - Calendário nacional indiano - Cáli Iuga | 1625 – 1626 1491 – 1492 4670 – 4671                   |
| Calendário Holoceno                                                          | 11570                                                 |
| Calendário islâmico                                                          | 978 – 979                                             |
| Calendário judaico                                                           | 5330 – 5331                                           |
| Calendário persa                                                             | 948 – 949                                             |
| Calendário rúnico                                                            | 1820                                                  |
| Calendário solar tailandês                                                   | 2113                                                  |

1570 (MDLXX na numeração romana) foi um ano comum do século XVI do Calendário Juliano, da Era de Cristo, a sua letra dominical foi A (52 semanas), teve início a um domingo e terminou também a um domingo.
| Ano completo                    |
| ------------------------------- |
| Ano comum com início ao domingo |

## Eventos
- Estabelecimento dos Jesuítas em Angra, ilha Terceira, Açores.
- 18 de Novembro - Termo do lançamento da primeira pedra da Sé de Angra, a Igreja de São Salvador, ilha Terceira, Açores, mandada erguer por ordem do Cardeal D. Henrique, os seus trabalhos estenderam-se por meio século tal as proporções da construção para tão o então pequeno burgo. Levaria nada menos de 48 anos a construir.
- Construção da primeira ermida na ilha do Corvo que deu depois lugar ao actual templo a Igreja de Nossa Senhora dos Milagres (Vila do Corvo), que data de 1795.
- A freguesia do Norte Grande, uma das maiores localidades do norte da ilha de São Jorge, da altura vê abrirem-se estradas que o ligam a outros povoados da ilha.
- É iniciada a Capela de Santo Estevão, na Sé de Angra instituída por Estêvão Cerveira Borges, homem da nobreza da cidade de Angra e doador dos terrenos para a construção deste templo.[1]
- A Vila de Velas soma cerca de 1000 habitantes.
- 5 de dezembro - Promulgada a Missa Tridentina pelo Papa Pio V.

## Nascimentos
- 13 de abril – Guy Fawkes, conspirador católico inglês (m. 1606).
- 22 de maio – João II, Duque de Saxe-Weimar, nobre e duque alemão (m. 1605).
- 17 de agosto – Satake Yoshinobu, Daimyō japonês (m. 1633).
- 22 de agosto – Franz Seraph von Dietrichstein, cardeal alemão (m. 1636).
- 17 de setembro – D. Alexandre de Bragança, Arcebispo de Évora (m. 1608).
- 6 de outubro – Plácido Nigido, teólogo e jesuíta italiano (m. 1640).

## Mortes
- 5 de fevereiro – Gaspar da Cruz, missionário português.
- 13 de junho – Francisco de Barros, militar, diplomata e administrador colonial português.
- 20 de Agosto – D. Nuno Álvares Pereira, bispo de Angra.
- 18 de Outubro – Manuel da Nóbrega, chefe da primeira missão jesuítica no Brasil e co-fundador da cidade de São Paulo (n. 1517).
- 2 de Dezembro – Matthäus Alber, reformador alemão (Sacro Império Romano-Germânico) (n. 1495).

## Por tema
- 1570 no Brasil